# Eustachio da Matera
Eustachio da Matera (Matera, inizio XIII secolo – Napoli, dopo il 1270) è stato un giurista e poeta italiano.

## Biografia
Si conosce poco della sua vita e le sue origini sono controverseː viene generalmente considerato nativo di Matera ma, secondo altre fonti, la sua nascita avvenne a Venosa. Tuttavia, un manoscritto conservato nel Seminario di Potenza affermava che ebbe i natali nella città di Matera, mentre l'appellativo di "venosino"  che gli è stato successivamente dato è collegato al fatto che operò nella città di Venosa, dove fu giudice e scrivano fedele a Federico II.
Con l'arrivo di Carlo I d'Angiò esiliò, probabilmente, fuori dal Regno per poi ritornare dopo aver ottenuto il perdono, stabilendosi a Napoli presso la corte di Carlo II, dove avrebbe incontrato anche un altro materano, il filosofo Alano da Matera. 
Dopo la sua morte, Eustachio venne ricordato da Giovanni Boccaccio nella sua Genealogia Deorum Gentilium e da Dionigi di Borgo San Sepolcro nel suo commento a Valerio Massimo.

## Planctus Italiae
Anche la sua produzione letteraria presenta alcuni punti interrogativiː si ritiene che abbia scritto un poemetto sui bagni di Pozzuoli ma è, sicuramente, autore di un'altra opera intitolata Planctus Italiae, un poema storico in distici elegiaci che raccontava i tragici eventi del suo tempo, quando l'Italia fu continuamente assediata da eserciti stranieri. Il poema, perduto, sopravvive in citazioni sparse di autori e glossatori posteriori.
Eustachio si soffermava, in particolare, sulle vicende che sconvolsero l'Italia meridionale, citando Napoli, il Cavallo napoletano, Messina e Taranto, mentre il brano più ampio, di 17 distici elegiaci, riguarda la Basilicata e la rovina di Potenza dopo l'arrivo degli angioini. 